# 奴隶主
奴隶主就是奴隸的主人，即擁有或買下奴隸的人，有權利可以任意行使奴隸，甚至可能允許殺害自己的奴隸。現在已經很少再有國家承認此一制度，但在南北戰爭之前，蓄奴最為盛行的國家當數美國，因為當時黑奴是美國農業發展的主力。

## 美國黑奴的解放
1862年7月，美國国会通过释放所有奴隶的《第二充公法案》，但并未从宪法上废除奴隶制度。该法案的目的是打击奴隶主控制的叛乱州。林肯反对奴隶制度，认为它在道德上是邪恶的，与《独立宣言》中“人生而平等”的原则相矛盾。在南方邦联州脱离之前，林肯只是反对将奴隶制度扩展到新纳入联邦的疆域，这是在联邦立法机构权力范围之内的事宜。但国会并没有宪法的授权去废除在南方各州业已存在的奴隶制度。因此，在1861到1862年间，林肯声称北方是为维护联邦而战。废奴主义者对他的立场持批评态度。
1862年9月22日，林肯颁布《解放黑奴宣言》，在廢除奴隸制度的道路上迈了一大步，直接催生了美國憲法第十三修正案。这一宣言把战争的目标明确地定义在废除奴隶制。他后来说：“在一生中，我确信，我未做过比签署此宣言更加正确的决定。”
就這樣美國的南北部爆發了內戰，即南北戰爭。1865年4月9日，南方邦联军队总司令罗伯特·李投降，内战结束。隨著美國南北戰爭的結束，這個奴隸階級的制度也就在美國消失了。